# Бугабашево
Бугаба́шево (рос. Бугабашево, башк. Буғабаш) — село у складі Бакалинського району Башкортостану, Росія. Входить до складу Михайловської сільської ради.
Населення — 185 осіб (2010; 191 у 2002).
Національний склад:
- чуваші — 56 %
- росіяни — 39 %